# The Worker
"The Worker" is een nummer van de Britse band Fischer-Z. Het nummer werd uitgebracht op hun debuutalbum Word Salad uit 1979. Op 18 mei dat jaar werd het nummer uitgebracht als de derde single van het album.

## Achtergrond
"The Worker", geschreven door zanger en gitarist John Watts, gaat over een man die in een sleur zit en een groot deel van zijn leven besteedt aan zijn werk. Het hoofdpersonage vertrekt, nadat hij zijn vrouw heeft gekust, om zeven uur 's ochtends met de trein naar het station London Waterloo, waarin hij zich altijd verveelt. Van zijn verdiende geld kocht hij een Ford Capri uit 1969, maar deze kwam niet door de apk. Uiteindelijk vraagt hij zich af of het misschien tijd is voor een verandering in zijn leven.
In een interview met het televisieprogramma Top 2000 à Go-Go vertelde Watts dat "The Worker" is geïnspireerd door zijn vader: "Ik herinner me dat mijn vader altijd al heel vroeg naar Londen vertrok. Soms zag ik hem doordeweeks nauwelijks. En tijdens de zomer liep ik hem vaak 's avonds tegemoet. Ik weet niet beter dan dat hij de trein nam. Dat was dus belangrijk. Toen ik het eerste Fischer-Z-album maakte, leek het logisch om over hem te schrijven." Watts zingt het nummer met een hoge stem, wat hij deed op aandringen van de producer: "De producer wilde altijd dat ik zong als een aap aan de helium. Dat deed de geloofwaardigheid van Fischer-Z in thuisland Engeland geen goed. Als je hoog kunt zingen, moet je dat ook doen. Het was meer een soort hoogspringwedstrijd met Sting."
"The Worker" werd uitsluitend een hit op de Britse eilanden en in het Nederlandse taalgebied, maar kwam in thuisland het Verenigd Koninkrijk niet verder dan de 53e positie in de UK Singles Chart. 
In Nederland werd de plaat een radiohit in de destijds drie landelijke hitlijsten op de nationale publieke popzender Hilversum 3 en werd beter gepromoot dan in het Verenigd Koninkrijk, mede door een televisieoptreden in het popprogramma AVRO's Toppop en doordat de plaat veel werd gedraaid op de "beste dag op 3"; de goed beluisterde TROS-donderdag op Hilversum 3. De plaat bereikte de 20e positie in zowel de Nederlandse Top 40 als de TROS Top 50. In de Nationale Hitparade werd de 26e positie bereikt. In de Europese hitlijst op Hilversum 3, de TROS Europarade, werd géén notering behaald.
In België bereikte de plaat de 23e positie in de voorloper van de Vlaamse Ultratop 50 en de 20e positie in de Vlaamse Radio 2 Top 30. In Wallonië werd géén notering behaald.
De plaat stond in de allereerste editie van de NPO Radio 2 Top 2000 (december 1999) van de Nederlandse publieke radiozender NPO Radio 2. Het jaar erop ontbrak de plaat in de lijst, maar keerde in 2001 terug op de 606e positie, de hoogst genoteerde. Daarna stond "The Worker" tot en met 2022 onafgebroken in de lijst der lijsten genoteerd.

## Hitnoteringen

### Nederlandse Top 40
| Hitnotering: 15-09-1979 t/m 27-10-1979 | Hitnotering: 15-09-1979 t/m 27-10-1979 | Hitnotering: 15-09-1979 t/m 27-10-1979 | Hitnotering: 15-09-1979 t/m 27-10-1979 | Hitnotering: 15-09-1979 t/m 27-10-1979 | Hitnotering: 15-09-1979 t/m 27-10-1979 | Hitnotering: 15-09-1979 t/m 27-10-1979 | Hitnotering: 15-09-1979 t/m 27-10-1979 | Hitnotering: 15-09-1979 t/m 27-10-1979 |
| Week                                   | 1                                      | 2                                      | 3                                      | 4                                      | 5                                      | 6                                      | 7                                      |                                        |
| -------------------------------------- | -------------------------------------- | -------------------------------------- | -------------------------------------- | -------------------------------------- | -------------------------------------- | -------------------------------------- | -------------------------------------- | -------------------------------------- |
| Positie                                | 35                                     | 29                                     | 22                                     | 20                                     | 22                                     | 34                                     | 40                                     | uit                                    |

### Nationale Hitparade
| Hitnotering: 15-09-1979 t/m 27-10-1979 | Hitnotering: 15-09-1979 t/m 27-10-1979 | Hitnotering: 15-09-1979 t/m 27-10-1979 | Hitnotering: 15-09-1979 t/m 27-10-1979 | Hitnotering: 15-09-1979 t/m 27-10-1979 | Hitnotering: 15-09-1979 t/m 27-10-1979 | Hitnotering: 15-09-1979 t/m 27-10-1979 | Hitnotering: 15-09-1979 t/m 27-10-1979 | Hitnotering: 15-09-1979 t/m 27-10-1979 |
| Week                                   | 1                                      | 2                                      | 3                                      | 4                                      | 5                                      | 6                                      | 7                                      |                                        |
| -------------------------------------- | -------------------------------------- | -------------------------------------- | -------------------------------------- | -------------------------------------- | -------------------------------------- | -------------------------------------- | -------------------------------------- | -------------------------------------- |
| Positie                                | 37                                     | 38                                     | 30                                     | 27                                     | 26                                     | 30                                     | 49                                     | uit                                    |

### TROS Top 50
Hitnotering: 06-09-1979 t/m 18-10-1979. Hoogste notering: #20 (3 weken).

### NPO Radio 2 Top 2000
| Nummer met noteringen in de NPO Radio 2 Top 2000 | '99 | '00 | '01 | '02 | '03 | '04 | '05 | '06 | '07  | '08 | '09 | '10 | '11 | '12 | '13  | '14 | '15  | '16  | '17 | '18  | '19  | '20  | '21  | '22  |
| ------------------------------------------------ | --- | --- | --- | --- | --- | --- | --- | --- | ---- | --- | --- | --- | --- | --- | ---- | --- | ---- | ---- | --- | ---- | ---- | ---- | ---- | ---- |
| The Worker                                       | 875 | -   | 606 | 665 | 745 | 744 | 877 | 909 | 1235 | 889 | 677 | 780 | 752 | 866 | 1014 | 918 | 1049 | 1028 | 867 | 1483 | 1451 | 1752 | 1867 | 1950 |

1. ↑  Een '-' betekent dat het nummer niet was genoteerd en een vetgedrukt getal geeft de hoogste notering aan.
2. ↑  Deze tabel is bijgewerkt tot en met de laatste editie (2024).